# Josef Anton Albrich

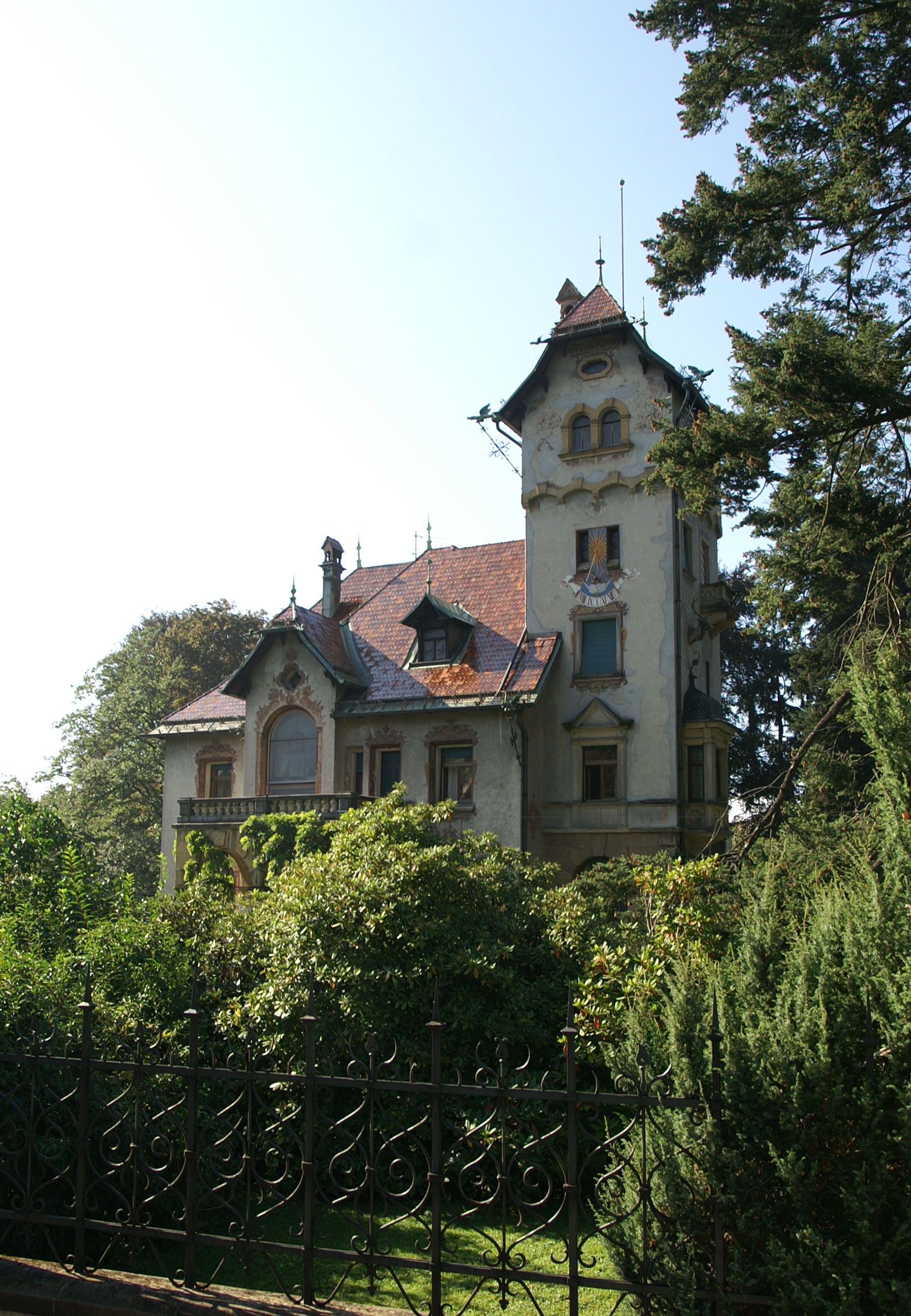
Dr.-Waibel-Straße 14, Dornbirn

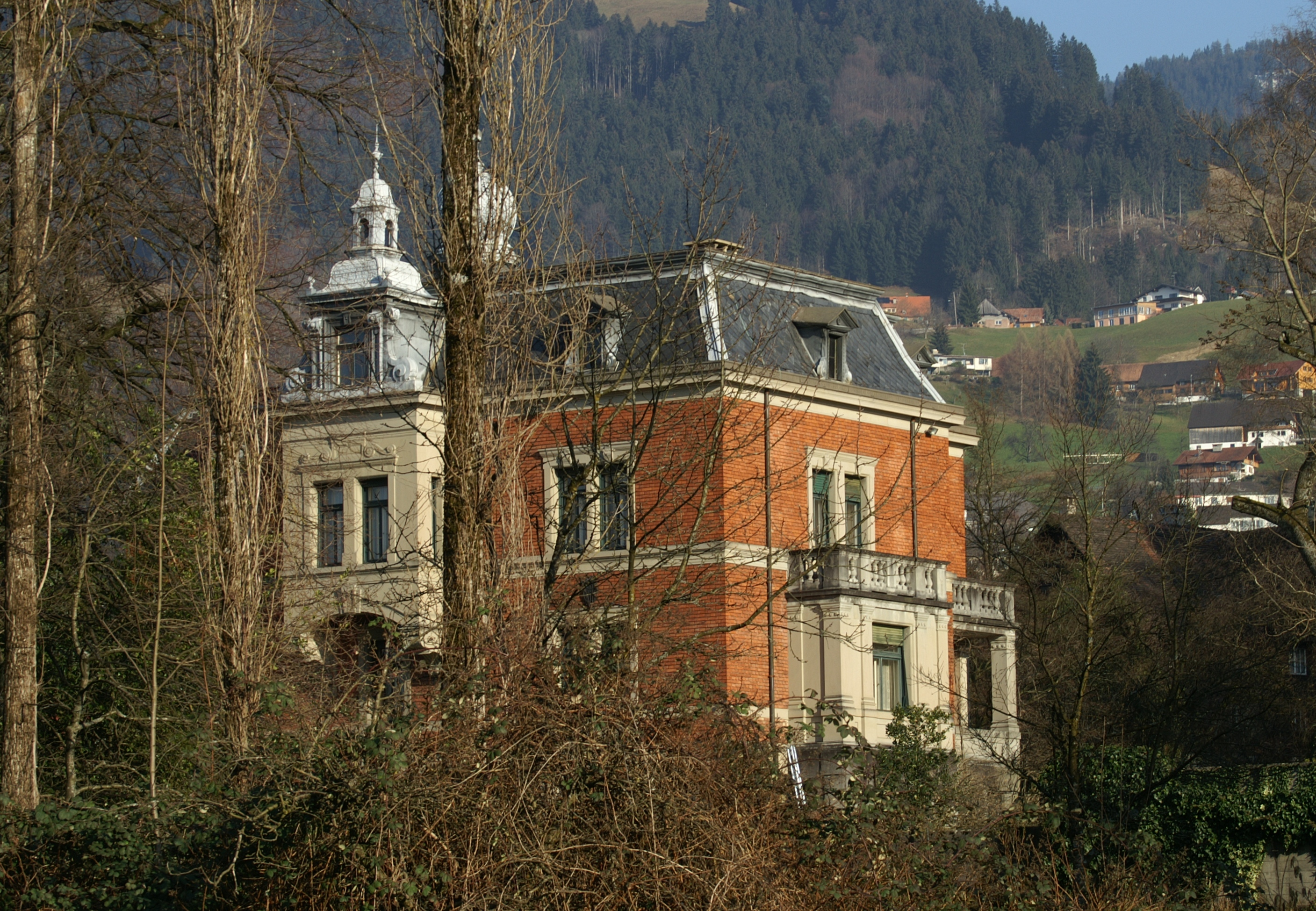
Dr.-Waibel-Straße 12, Dornbirn

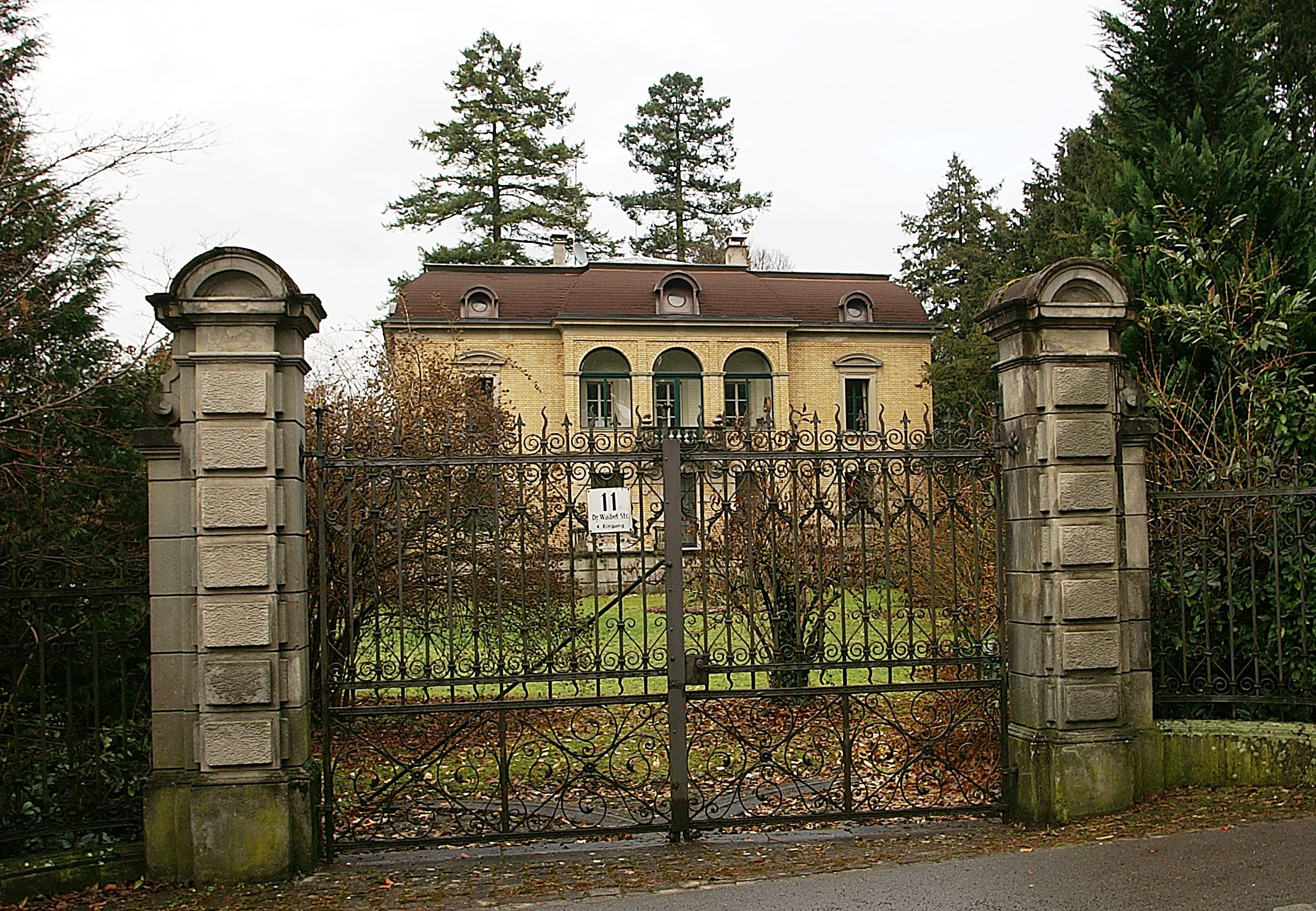
Dr.-Waibel-Straße 11, Dornbirn

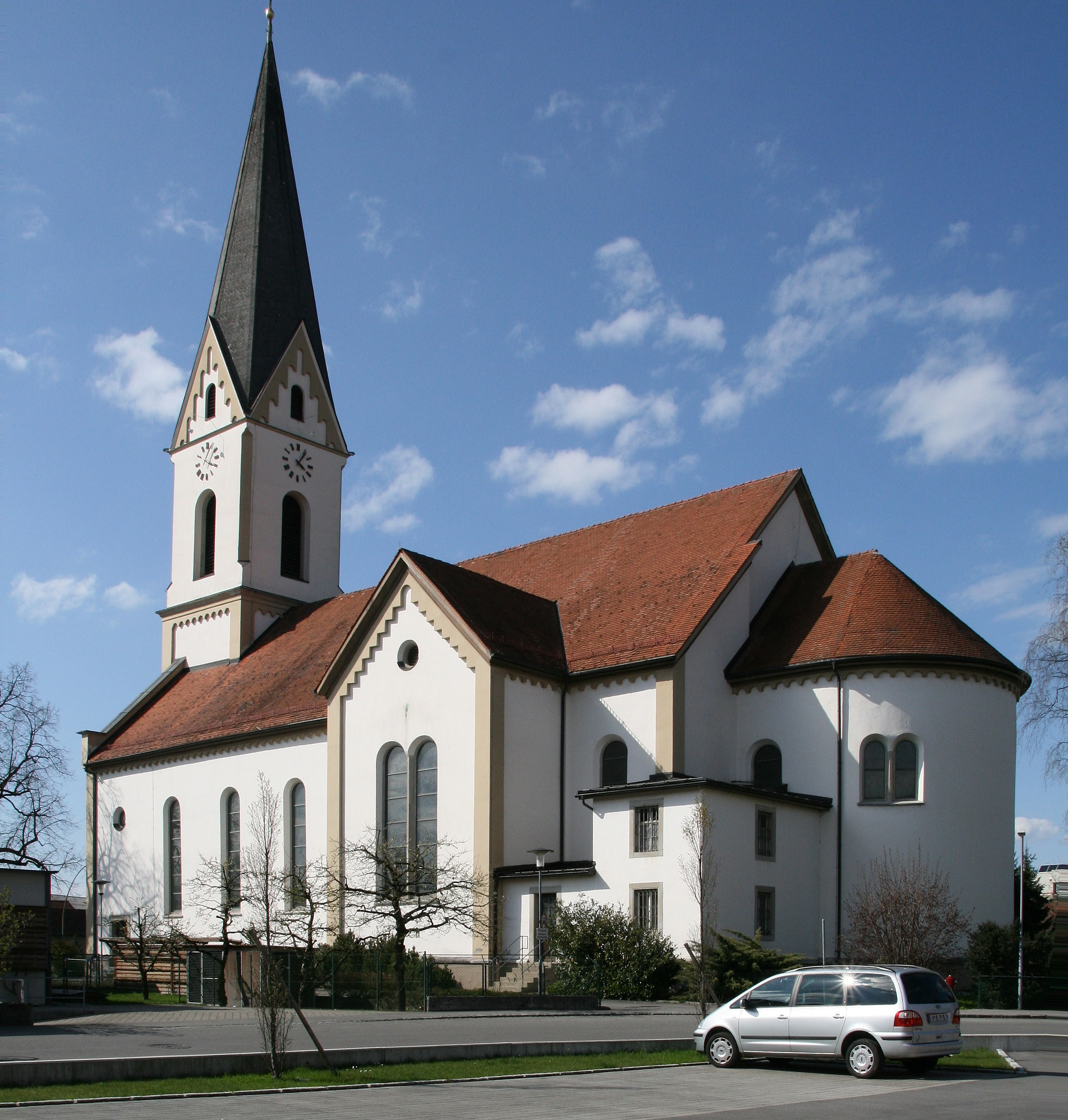
Pfarrkirche Hl. Georg, Lauterach

Josef Anton Albrich (* 26. November 1838; † 4. März 1893) war ein Vorarlberger Baumeister und Architekt.
Vor allem die Villen des Baumeisters aus Dornbirn zählen mit zu den bedeutendsten Bauten des letzten Viertels des 19. Jahrhunderts in Vorarlberg.

## Werke

### Dornbirn
Die zu den Fabriken gehörigen Fabrikantenvillen in der Dr.-Waibel-Straße in Dornbirn (Markt) werden durch eine zeittypische, eklektische Gestaltung und die Lage inmitten großzügig angelegter Parks mit exotischem Baumbestand gekennzeichnet. 

#### Dr.-Waibel-Straße 14
Die Villa Guntram Hämmerle, des jüngsten Sohns des Firmengründers Franz Martin Hämmerle, wurde 1890 bis 1892 von den beiden Architekten Julius Rhomberg und Josef Anton Albrich im feudalen – sogenannten „altdeutschen Stil“ – als mehrgliedriger Bau mit Schopfwalmdach, Erker mit Zwiebelhelm, einem bergfriedartigen Turm mit Krüppelwalmdach mit zahlreichen Zitaten aus der deutschen Renaissance erbaut.

#### Dr.-Waibel-Straße 12
Diese Villa ist von Otto Hämmerle, einem weiteren Sohn des Franz Martin Hämmerle, 1873 erbaut und 1893 erweitert worden. 

Otto Hämmerle studierte in Manchester und Liverpool – daher auch die englische Bauweise in Sichtziegelmauerwerk. Baumeister Josef Anton Albrich und Josef Schöch (1893) waren hier tätig. Die Villa wird noch heute von den Nachkommen bewohnt und gepflegt.

#### Dr.-Waibel-Straße 11
Die unter französischem Einfluss barockisierende Villa wurde 1885 von dem Baumeister Josef Anton Albrich erbaut.
Zweigeschoßiger kubischer Körper mit Backstein und Mansarddach sowie einer seitlichen Terrasse aus Sandstein. In der Mitte innen atriumartige Gestaltung mit Glasdach. 

Der Eingang ist in der Mittelachse zurückgesetzt (Verdachung Eisen und Glas), einfache Rundbogenfenster in der Mittelachse des 1. Obergeschoßes, Decken mit Stuckrahmung.
Im Inneren des Gebäudes finden sich Reste von Wandmalerei pompejanischer Art und im ersten Obergeschoß Decken mit Stuckrahmung.

### Lauterach

#### Pfarrkirche Hl. Georg
1878 bis 1883 nach Plänen von Josef Anton Albrich und Alois Hagen in Lauterach erbaut.